# 里德貝格山

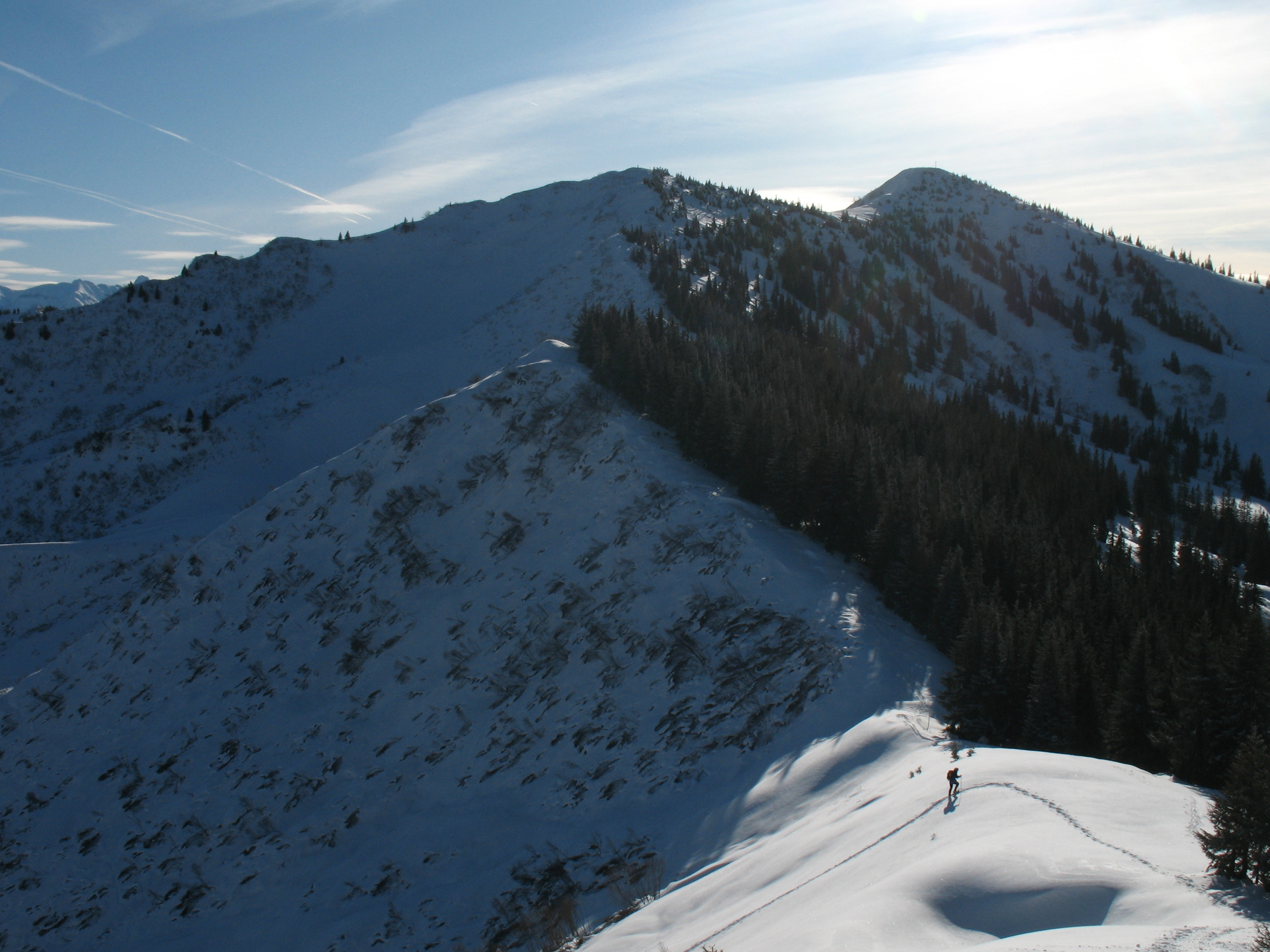

47°27′5″N 10°9′33″E / 47.45139°N 10.15917°E
里德貝格山（德語：Riedberger Horn），是德國的山峰，位於該國東南部，由巴伐利亞負責管轄，屬於阿爾高阿爾卑斯山脈的一部分，距離林達普山6.8公里，海拔高度1,787米，每年平均降雨量1,730毫米。